# Equació de Kadomtsev-Petviashvili

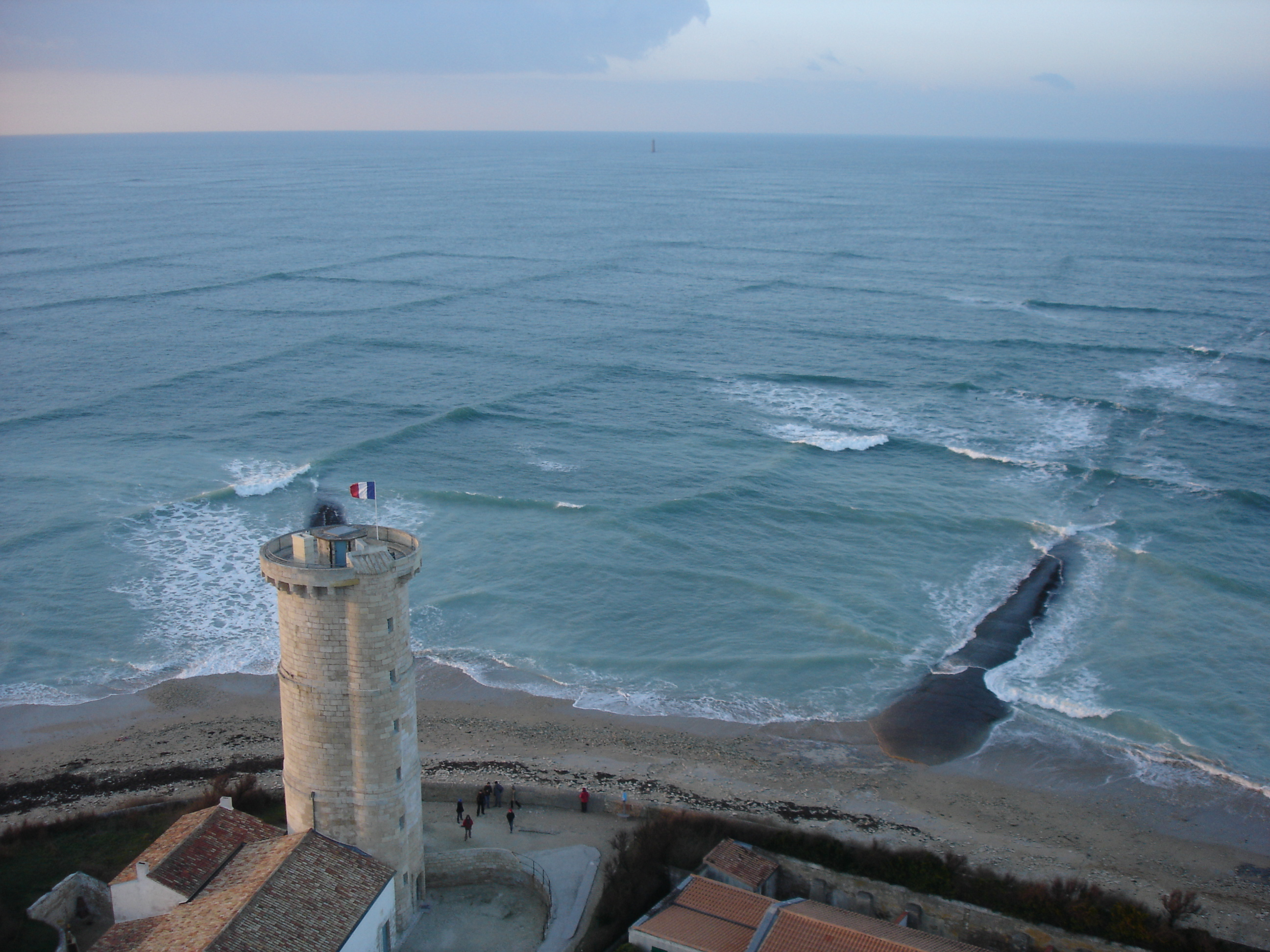
Encreuament de l'onatge, format per trens d'ones gairebé cnoidals. Foto presa des de Phares des Baleines (el Far de les Balenes) en el punt occidental de Île de Ré (Illa de Rhé), França, a l'Oceà Atlàntic. La interacció de tals ones en aigües poc profundes pot modelar-se a través de l'equació de Kadomtsev-Petviashvili

En matemàtiques i física, l'equació de Kadomtsev-Petviashvili, també coneguda com a equació de KP, que duu el nom de Boris Borisovich Kadomtsev i Vladimir Iosifovich Petviashvili que van ser els primers a formular-la, és una equació diferencial en derivades parcials per descriure el moviment d'ona no lineal. L'equació KP s'escriu normalment com:
{\displaystyle \displaystyle \partial _{x}(\partial _{t}u+u\partial _{x}u+\epsilon ^{2}\partial _{xxx}u)+\lambda \partial _{yy}u=0} on {\displaystyle \lambda =\pm 1}
La forma anterior mostra que l'equació KP és una generalització a dues dimensions espacials, x i y, de l'equació unidimensional de Korteweg-de Vries (KdV). Perquè sigui físicament significativa, la direcció de propagació de l'ona no ha d'estar gaire allunyada de la direcció x, és a dir, amb variacions lentes de les solucions en la direcció y.
Igual que l'equació KdV, l'equació KP és completament integrable. També pot resoldre's utilitzant la transformació de dispersió inversa de forma molt similar a l'equació no lineal de Schrödinger.

## Història

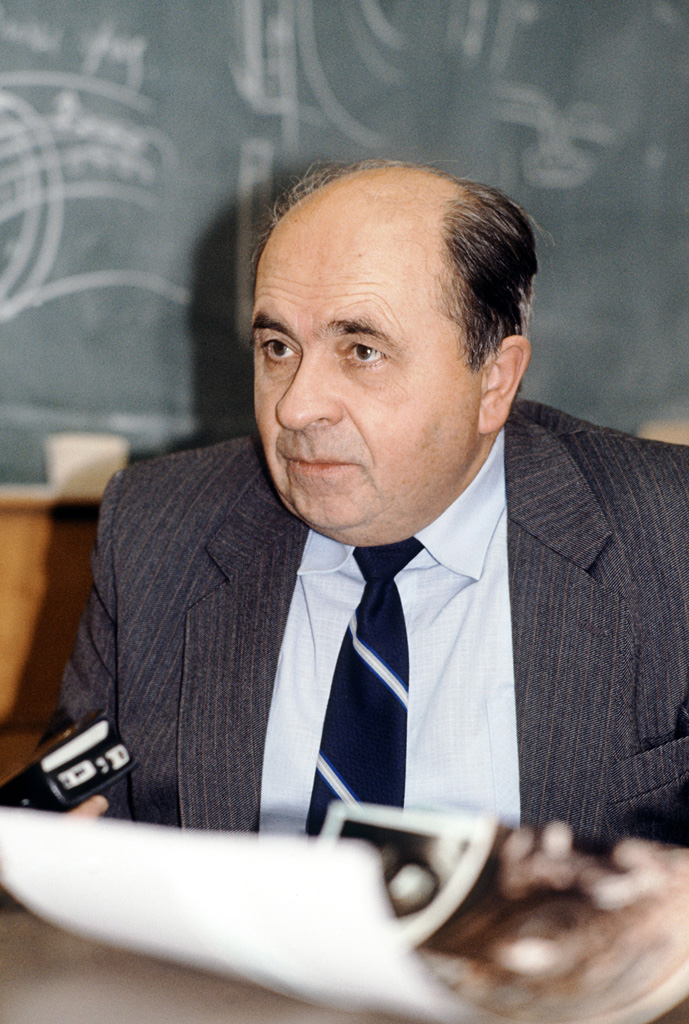
Boris Kadomtsev.

L'equació de KP va ser escrita per primera vegada l'any 1970 pels físics soviètics Boris B. Kadomtsev (1928-1998) i Vladimir I. Petviashvili (1936-1993); va sorgir com una generalització natural de l'equació del PKV (derivada per Korteweg i De Vries l'any 1895). Mentre que en l'equació de Korteweg-de Vries les ones són estrictament unidimensionals, en l'equació de KP aquesta restricció es relaxa. Així i tot, tant en l'equació de KdV com en la de KP, les ones han de viatjar en la direcció x positiva.

## Connexió amb la física
Es pot utilitzar l'equació KP per modelar ones d'aigua de longitud d'ona llarga amb forces de restauració suaus no lineals i dispersió de freqüència. Si la tensió superficial és feble comparada amb les forces gravitacionals, s'usa {\displaystyle \lambda =+1}; si la tensió superficial és forta, llavors s'usa {\displaystyle \lambda =-1}. A causa de l'asimetria en la forma en què els termes x i y entren en l'equació, les ones descrites per l'equació KP es comporten de manera diferent en la direcció de propagació (direcció x) i transversal (direcció y); les oscil·lacions en la direcció y tendeixen a ser més suaus.
L'equació KP també pot utilitzar-se per modelar ones en medis ferromagnètics, així com polsos bidimensionals d'ones de matèria en condensat de Bose-Einstein.

## Límits del comportament
Per a {\displaystyle \epsilon \ll 1}, les oscil·lacions típiques dependents de x tenen una longitud d'ona de l'ordre de {\displaystyle O(1/\epsilon )} donant un règim límit singular quan {\displaystyle \epsilon \rightarrow 0}. S'anomena límit sense dispersió.
Si també assumim que les solucions són independents de y, com que {\displaystyle \epsilon \rightarrow 0}, llavors també satisfan l'equació de Burger:
{\displaystyle \displaystyle \partial _{t}u+u\partial _{x}u=0.}
Suposem que l'amplitud de les oscil·lacions d'una solució és petita assimptòticament —{\displaystyle O(\epsilon )}— en el límit sense dispersió. Llavors l'amplitud satisfà una equació de camp mitjà del tipus Davey-Stewartson.